# 云南方竹
云南方竹（学名：Chimonobambusa yunnanensis）为禾本科方竹属下的一个种。其种加词 yunnanensis 意为“云南的”。
现接受名为宁南方竹（Chimonobambusa ningnanica Hsueh f. & L.Z.Gao, 1987）。